# Martina (Africando)
Albums de Africando
Live! (Africando)
(2001) Ketukuba
(2006)
Martina est le sixième album du groupe Africando sorti en 2003.

## Listes des pistes
| No  | Titre                        | Auteur                                    | Durée |
| --- | ---------------------------- | ----------------------------------------- | ----- |
| 1.  | Lindas Africanas             | Africando                                 | 7:41  |
| 2.  | Temedi                       | Sekouba Bambino                           | 5:18  |
| 3.  | Lote Lô                      | Ismaël Lô                                 | 5:15  |
| 4.  | Abibou                       | Amadou Balaké                             | 5:33  |
| 5.  | Fouta Tooro                  | Médoune Diallo                            | 5:10  |
| 6.  | Azo Nkplon                   | Gnonnas Pédro                             | 5:12  |
| 7.  | Tiembela                     | Eugène Shoubou                            | 3:57  |
| 8.  | Dioumte                      | Adama Séka                                | 5:23  |
| 9.  | Abibou (version en espagnol) | Joe King                                  | 5:33  |
| 10. | Référence                    | Nyboma, King Kester Emeneya ft Papa Wemba | 4:41  |
| 11. | El Que Te Ama Siempre        | Ronnie Baró                               | 4:56  |

## Musiciens ayant participé à cet album

### Chanteur d'Africando
- Medoune Diallo
- Gnonnas Pedro
- Amadou Balaké
- Ronnie Baró
- Eugène Soubou
- Sekouba Bambino

### Invité
- Ismaël Lô
- Adama Séka
- Joe King
- Nyboma
- King Kester Emeneya
- Papa Wemba